# Berthelming
Berthelming là một xã trong vùng Grand Est, thuộc tỉnh Moselle, quận Sarrebourg, tổng Fénétrange. Tọa độ địa lý của xã là 48° 49' vĩ độ bắc, 07° 00' kinh độ đông. Berthelming nằm trên độ cao trung bình là 250 mét trên mực nước biển, có điểm thấp nhất là 231 mét và điểm cao nhất là 282 mét. Xã có diện tích 10,67 km², dân số vào thời điểm 1999 là 520 người; mật độ dân số là 48 người/km². Xã nằm khoảng 10 km về phía bắc của Sarrebourg.

## Thông tin nhân khẩu
| 1962 | 1968 | 1975 | 1982 | 1990 | 1999 |
| ---- | ---- | ---- | ---- | ---- | ---- |
| 669  | 587  | 556  | 568  | 501  | 520  |